# Perry King
Perry Firestone King (født 30. april 1948) er en amerikansk skuespiller og komiker. Han er bedst kendt for sin medvirken i den amerikanske tv-serie Riptide (1984–1986).
King debuterede som skuespiller i filmen Slagtehus 5 og blev nomineret til en Golden Globe Award for bedste mandlige birolle for sin rolle i tv-filmen The Hasty Heart (1983).